# 2018년 동계 패럴림픽 폐막식
2018년 동계 패럴림픽 폐막식은 2018년 3월 18일 오후 8시에 대한민국 평창 올림픽 스타디움에서 진행될 예정인 2018년 동계 패럴림픽의 폐막 행사이다.